# Liste der Baudenkmäler in Obersüßbach
Auf dieser Seite sind die Baudenkmäler in der niederbayerischen Gemeinde Obersüßbach zusammengestellt. Diese Tabelle ist eine Teilliste der Liste der Baudenkmäler in Bayern. Grundlage ist die Bayerische Denkmalliste, die auf Basis des Bayerischen Denkmalschutzgesetzes vom 1. Oktober 1973 erstmals erstellt wurde und seither durch das Bayerische Landesamt für Denkmalpflege geführt wird. Die folgenden Angaben ersetzen nicht die rechtsverbindliche Auskunft der Denkmalschutzbehörde.

## Baudenkmäler nach Ortsteilen

### Obersüßbach
| Lage                                                            | Objekt                                         | Beschreibung | Akten-Nr.    | Bild           |
| --------------------------------------------------------------- | ---------------------------------------------- | --- | ------------ | -------------- |
| Kirchgasse 7 (Standort)                                         | Katholische Pfarrkirche St. Jakobus der Ältere | im Kern romanische Chorturmanlage, spätgotisch verändert, 1877/80 neugotisch erweitert durch Verlängerung nach Westen und Anbau der Seitenschiffe, Turm mit Geschossgliederung und Bogenfries, mit Spitzhelm; mit Ausstattung. | D-2-74-165-1 | weitere Bilder |
| Nähe Hauptstraße 26, beim Kriegerdenkmal. (Standort)            | Mariensäule                                    | zweite Hälfte 19. Jahrhundert, figürliches Zentrum des Kriegerdenkmals, Steinblock mit Inschrift als Figurensockel und flankierende Steintafeln, nach 1945.                                                                    | D-2-74-165-4 | Mariensäule    |
| Gegenüber Sportplatzstraße 9, nordöstlich des Ortes. (Standort) | Wegkapelle                                     | kleiner Satteldachbau in Ziegelmauerwerk, Ende 19. Jahrhundert. | D-2-74-165-5 | Wegkapelle     |

### Eck
| Lage                                    | Objekt               | Beschreibung                                         | Akten-Nr.    | Bild                 |
| --------------------------------------- | -------------------- | ---------------------------------------------------- | ------------ | -------------------- |
| Brunenfeld, südlich im Feld. (Standort) | Ehemalige Wegkapelle | kleiner massiver Satteldachbau, 18./19. Jahrhundert. | D-2-74-165-8 | Ehemalige Wegkapelle |

### Freyung
| Lage                  | Objekt                                          | Beschreibung | Akten-Nr.    | Bild           |
| --------------------- | ----------------------------------------------- | --- | ------------ | -------------- |
| Haus Nr. 1 (Standort) | Katholische Wallfahrtskapelle Mariä Himmelfahrt | nach Westen ausgerichteter barocker Saalbau, östlich vorgesetzter Turm mit Spitzhelm, mit Putzgliederungen, 1718; mit Ausstattung. | D-2-74-165-9 | weitere Bilder |

### Haslau
| Lage                   | Objekt                       | Beschreibung                                                            | Akten-Nr.     | Bild                         |
| ---------------------- | ---------------------------- | ----------------------------------------------------------------------- | ------------- | ---------------------------- |
| Nähe Haslau (Standort) | Kapelle zur Heiligen Familie | kleiner Backsteinbau, mit Dachreiter, bezeichnet 1885; mit Ausstattung. | D-2-74-165-10 | Kapelle zur Heiligen Familie |

### Kolmöd
| Lage                         | Objekt     | Beschreibung                                               | Akten-Nr.    | Bild       |
| ---------------------------- | ---------- | ---------------------------------------------------------- | ------------ | ---------- |
| südlich des Ortes (Standort) | Wegkapelle | kleiner neugotischer Backsteinbau mit Steildach, von 1865. | D-2-74-165-6 | Wegkapelle |

### Martinszell
| Lage                       | Objekt                  | Beschreibung | Akten-Nr.     | Bild |
| -------------------------- | ----------------------- | --- | ------------- | ---- |
| Haus Nr. 10 1/2 (Standort) | Filialkirche St. Martin | Saalkirche, Langhaus im Kern romanisch, Chor spätgotisch gewölbt, Ende 15. Jahrhundert, barocke Veränderungen, mit Putzgliederungen, westlich Dachreiter mit Spitzhelm; mit Ausstattung. | D-2-74-165-11 | BW   |

### Niedersüßbach
| Lage                           | Objekt                               | Beschreibung | Akten-Nr.     | Bild           |
| ------------------------------ | ------------------------------------ | --- | ------------- | -------------- |
| Abrahamer Straße 28 (Standort) | Filialkirche St. Johannes der Täufer | Saalkirche, Langhaus im Kern romanisch, Chor in der zweiten Hälfte des 15. Jahrhunderts erneuert, barock ausgebaut, Gliederung durch Dreieckstreben und abgesetzten Fries am Chor, südlich Chorflankenturm mit Geschossgliederung, Blendbögen und Spitzhelm; mit Ausstattung. | D-2-74-165-12 | weitere Bilder |

### Obermünchen
| Lage                  | Objekt                                  | Beschreibung | Akten-Nr.     | Bild           |
| --------------------- | --------------------------------------- | --- | ------------- | -------------- |
| Haus Nr. 2 (Standort) | Filialkirche St. Stephan und Laurentius | Saalkirche, im Kern romanisch, barock ausgebaut, östlich Turm mit Geschossgliederung, achteckigem Aufsatz und Spitzhelm; mit Ausstattung. | D-2-74-165-14 | weitere Bilder |

### Ulrichsried
| Lage                   | Objekt                  | Beschreibung | Akten-Nr.     | Bild           |
| ---------------------- | ----------------------- | --- | ------------- | -------------- |
| Haus Nr. 10 (Standort) | Filialkirche St. Ulrich | Saalkirche mit Westturm, spätgotische Anlage, barock ausgebaut, Turm mit gegliedertem Aufsatz und Kuppelhaube; mit Ausstattung. | D-2-74-165-15 | weitere Bilder |

## Ehemalige Baudenkmäler
In diesem Abschnitt sind Objekte aufgeführt, die früher einmal in der Denkmalliste eingetragen waren, jetzt aber nicht mehr. Objekte, die in anderem Zusammenhang also z. B. als Teil eines Baudenkmals weiter eingetragen sind, sollen hier nicht aufgeführt werden. Aktennummern in diesem Abschnitt sind ehemalige, jetzt nicht mehr gültige Aktennummern.

| Lage                                       | Objekt                           | Beschreibung                                                | Akten-Nr.     | Bild |
| ------------------------------------------ | -------------------------------- | ----------------------------------------------------------- | ------------- | ---- |
| Kolmöd Haus Nr. 26 (Standort)              | Wohnstallhaus eines Vierseithofs | mit Traufschrot und Steilsatteldach, Mitte 19. Jahrhundert. | D-2-74-165-7  | BW   |
| Niedersüßbach Oberdorfstraße 13 (Standort) | Hallertauer Greddachhaus         | erdgeschossig, erste Hälfte 19. Jahrhundert.                | D-2-74-165-13 | BW   |